# 安东·韦伯恩
安东·弗雷德里克·威廉·冯·韦伯恩（德語：Anton Friedrich Wilhelm von Webern，德語發音：[ˈantoːn ˈveːbɐn]；1883年12月3日—1945年9月15日），又译魏本，奥地利作曲家，第二维也纳乐派代表人物之一。

## 生平
韦伯恩1883年出生于维也纳，1902年入维也纳大学学习音乐学，1904年－1908年师从于勋伯格，与勋伯格、贝尔格组成第二维也纳乐派（或称新维也纳乐派），1920年起定居维也纳，从事指挥和教学。纳粹占领奥地利期间，因受纳粹迫害（希特勒明令禁止演出第二維也納樂派的音樂），不得不过隐居生活。1945年前往萨尔茨堡看望女儿、女婿，在宵禁、灯火管制時於户外吸烟，被一美軍士兵誤杀（该士兵在戰後因懊悔而酗酒，於1955年身亡）。
创作上分三个阶段：
- 第一阶段，晚期浪漫主义音乐：创作风格受古斯塔夫·马勒等晚期浪漫主义作曲家的影响，主要作品帕萨卡里亚舞曲（Op.1）。
- 第二阶段，自由无调性音乐：在其老师勋伯格的影响下创作了大量无调式音乐，作品的规模越来越小，在配器上简洁的不能再简洁，同时韦伯恩的创作开始使用音色序列法，即音色组合在不停地变换中，一个音色组合一般只持续1、2秒。主要作品交响曲（Op.21）。
- 第三阶段，十二音音乐：这一时期韦伯恩除使用十二音作曲技法创作外，还进行了点描主义音乐的尝试，钢琴变奏曲（Op.27）就是这一时期的代表作。

在第二次世界大战后，韦伯恩的影响越来越大，并且超过了勋伯格和贝尔格。他曾醉心于神秘主义的数字冥想和形式主义的音响排列探索；他的许多尝试被后来的作曲家进一步发展，音色序列法被法国作曲家兼指挥家皮埃尔·布列兹发展为序列主义音乐；点描主义音乐首次将无声视为一种音响与有声取得相同的地位，极大的启发了约翰·凯奇、卡尔海因茨·施托克豪森等作曲家。

## 外部連結
- 《大英百科全书》中的条目：安东·韦伯恩（英文）
- Anton Webern: Biography & list of works (in English and French) （页面存档备份，存于）
- Anton Webern Works Discography, recordings 1939–2010, compiled by Miriam Quick (February 2010). Excel file.
- Anton Webern （页面存档备份，存于） biography and works on the UE website (publisher)
- Anton Webern Gesamtausgabe （页面存档备份，存于） (Complete Edition)
- The Complete Works of Anton v. Webern compiled by Bill Hammel
- Das Synthese-Denken bei Anton Webern dissertation by Karlheinz Essl with English abstract (1988)
- www.antonwebern.com opus list, short biography, music and photo download
- 安东·韦伯恩的免费乐谱，由国际乐谱典藏计划提供
- 公有領域聲樂檔案館上安东·韦伯恩的作品